# Kalliosaari (ö i Södra Savolax, Nyslott, lat 62,02, long 29,03)
Kalliosaari är en ö i Finland. Den ligger i sjön Ylä-Enonvesi och i kommunerna Nyslott och Enonkoski och landskapet Södra Savolax, i den sydöstra delen av landet, 300 km nordost om huvudstaden Helsingfors. Öns area är 0,1 hektar och dess största längd är 60 meter i öst-västlig riktning.